# Muslugüme, Kale
Muslugüme là một xã thuộc huyện Kale, tỉnh Denizli, Thổ Nhĩ Kỳ. Dân số thời điểm năm 2010 là 185 người.